# 鲍里斯·皮斯托里乌斯
鲍里斯·皮斯托里乌斯（德語：Boris Pistorius，1960年3月14日—）德国律师和德国社会民主党政治人物，自2023年1月19日起在奥拉夫·肖尔茨总理内阁中担任联邦国防部长。皮斯托利斯此前自2013年起担任下萨克森州政府（第二次威尔内阁）内政和体育国务部长。他自2017年起在下萨克森州议会任职，直至2023年被任命为联邦部长。
在红绿灯政府瓦解后，提名鲍里斯·皮斯托里乌斯为社民党总理竞选人的呼声极高，他被视为是避免德国社民党惨败的王牌。民调显示，皮斯托里乌斯是德国最受欢迎的政治人物（60%支持率），而现任总理奥拉夫·舒尔茨（21%支持率）则是最不受欢迎的人，皮斯托里乌斯也赢得了基民盟、绿党、自民党甚至BSW、选择党选民的广泛同情。然而，皮斯托里乌斯最终表示无意竞选总理并支持舒尔茨。
皮斯托里乌斯是唯一留任在梅尔茨内阁的红绿灯政府成员。

## 荣誉

### 外国勋章奖章
- 一等功绩勋章（乌克兰，2024年8月23日公布[6]）